# Neanthes negomboensis
Neanthes negomboensis är en ringmaskart som beskrevs av Silva 1965. Neanthes negomboensis ingår i släktet Neanthes och familjen Nereididae. Inga underarter finns listade i Catalogue of Life.